# Alonso de Zárate y la Hoz
Alonso de Zárate y la Hoz   (Madrid - Madrid, 13 de setembre de 1677) va ser un poeta castellà.
Va néixer a Madrid. Fill de Juan Ortiz de Zárate, secretari reial i familiar i agutzil de la Inquisició a la ciutat de Calahorra, i de Juana Cosío de la Hoz. Va ser cavaller de l'orde de Sant Esteve del Gran Ducat de Toscana. Va servir als estats de Flandes, tot i que Álvarez desconeix en quin càrrec, i quan va tornar a Castella va ser gentilhome de la casa del rei. Va morir a la capital el 13 de setembre de 1677, i va ser enterrat sota la volta de la casa familiar dels La Hoz, al barri de la parròquia de Sant Jaume de Madrid. Casat des de l'1 d'octubre de 1668 amb Antonia Sandoval y Platamón, va deixar els seus béns a la seva esposa en no haver tingut descendència.
En l'àmbit literari, mentre residia a Flandes va escriure i publicar Rato de placer, una obra que consta de tres faules de l'antiguitat, escrita en quintilla, que va dedicar al marquès de la Lapilla, i va imprimir-se a Brussel·les el 1655 a casa de Juan Mommarte. Barrera qualifica l'obra de peregrina, atès que no documenta altres obres de Zárate, que la bibliografia sovint confonia amb el seu contemporani Fernando de Zárate y Castronovo. No obstant això, se sap que va participar fins a set vegades en diverses acadèmies poètiques de Melchor de Fonseca entre 1661 i 1663, algunes impreses, com la de 1661, dedicada a Vicente de Moscoso y Pimentel, i la 1662, feta en commemoració del naixement del futur Carles II. Així mateix, a la Biblioteca Nacional d'Espanya es conserva un manuscrit anomenat Varios versos suyos atribuït a «Zárate y Laoz».